# Borkou (departement)
Borkou er et af de fire departementer, som udgør regionen Borkou-Ennedi-Tibesti i Tchad.
17°55′00″N 19°07′00″Ø / 17.9167°N 19.1167°Ø